# Maltot
Maltot ist eine französische Gemeinde mit 1.044 Einwohnern (Stand: 1. Januar 2022) im Département Calvados in der Region Normandie. Sie gehört zum Arrondissement Caen und zum Kanton Évrecy. Die Einwohner werden als Maltutais bezeichnet.

## Geografie
Maltot liegt etwa 8,5 km südwestlich von Caen, im Osten wird das Gemeindegebiet durch die Orne begrenzt. Umgeben wird die Gemeinde von Éterville im Norden, Louvigny im Nordosten, Saint-André-sur-Orne im Osten, Feuguerolles-Bully im Südosten und Süden, Vieux im Südwesten sowie Fontaine-Étoupefour in westlicher und nordwestlicher Richtung.

## Bevölkerungsentwicklung
| Jahr                             | 1793 | 1836 | 1876 | 1926 | 1946 | 1968 | 1990 | 2018 |
| Einwohner                        | 238  | 315  | 264  | 170  | 133  | 327  | 538  | 1015 |
| Quelle: Cassini, EHESS und INSEE |      |      |      |      |      |      |      |      |

## Sehenswürdigkeiten
- Kirche Saint-Jean-Baptiste aus dem 13. Jahrhundert, Chor seit 1911 als Monument historique klassifiziert[2]
- Schloss Maltot
- Lavoir (Waschhaus)

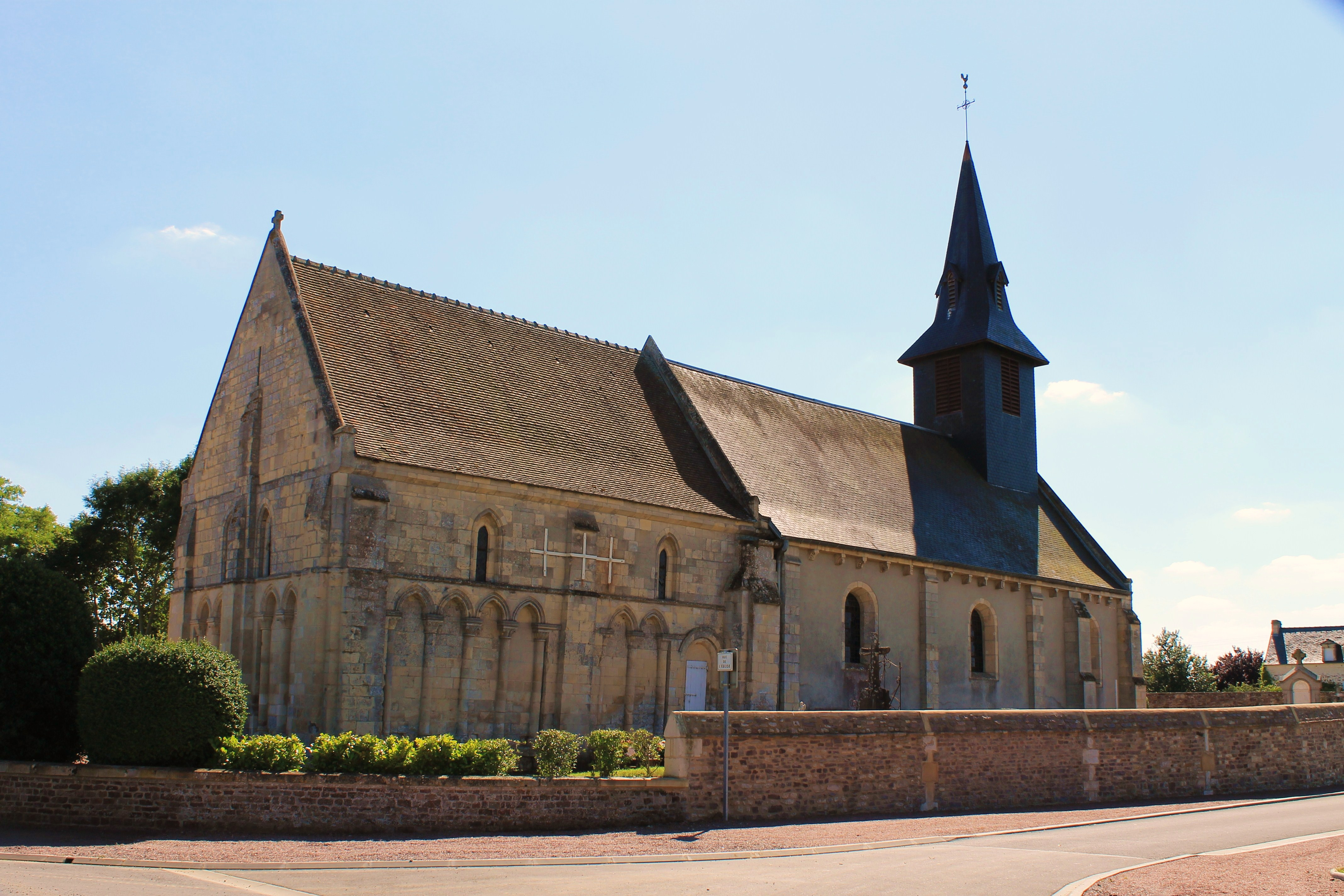
Kirche Saint-Jean-Baptiste
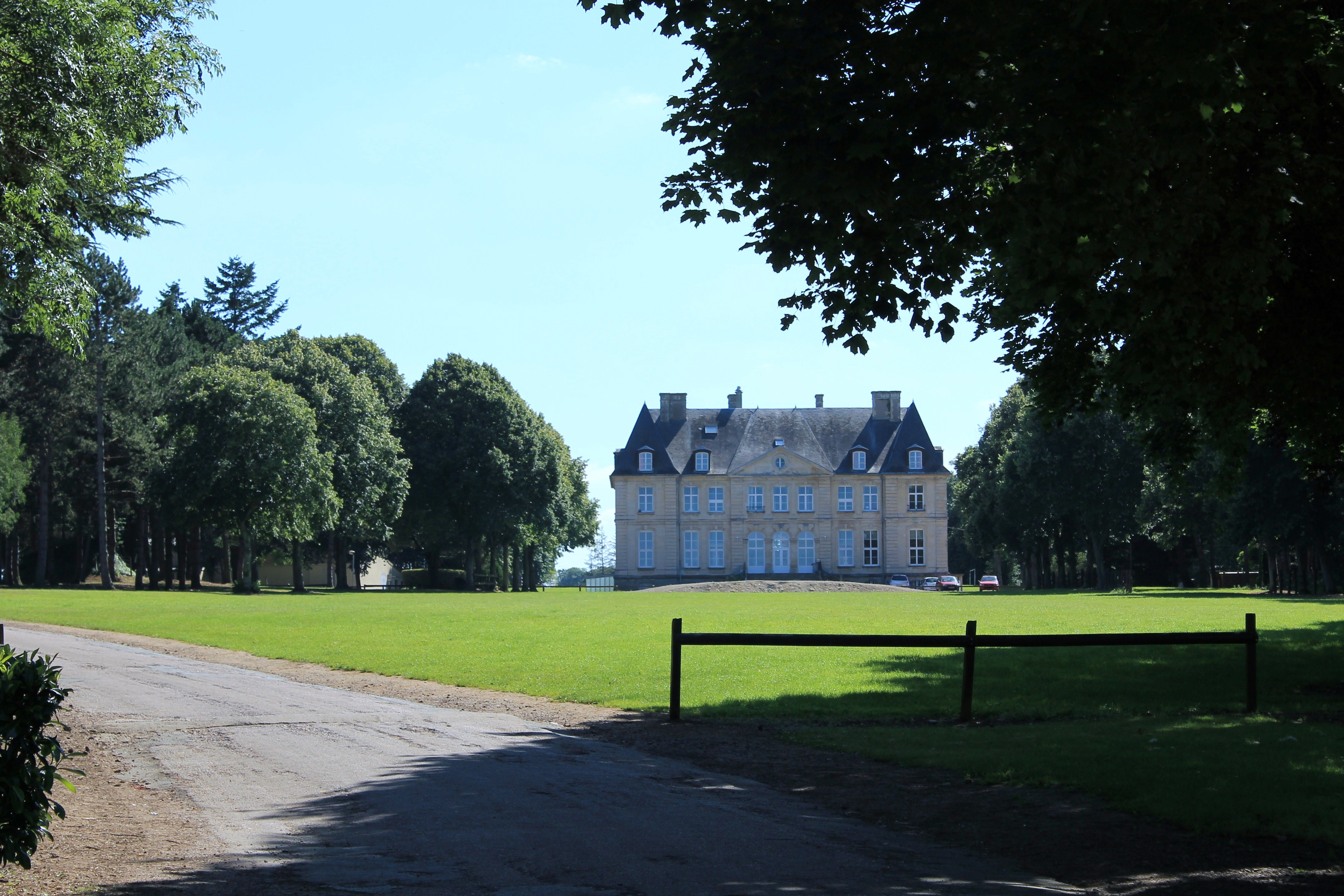
Schloss Maltot
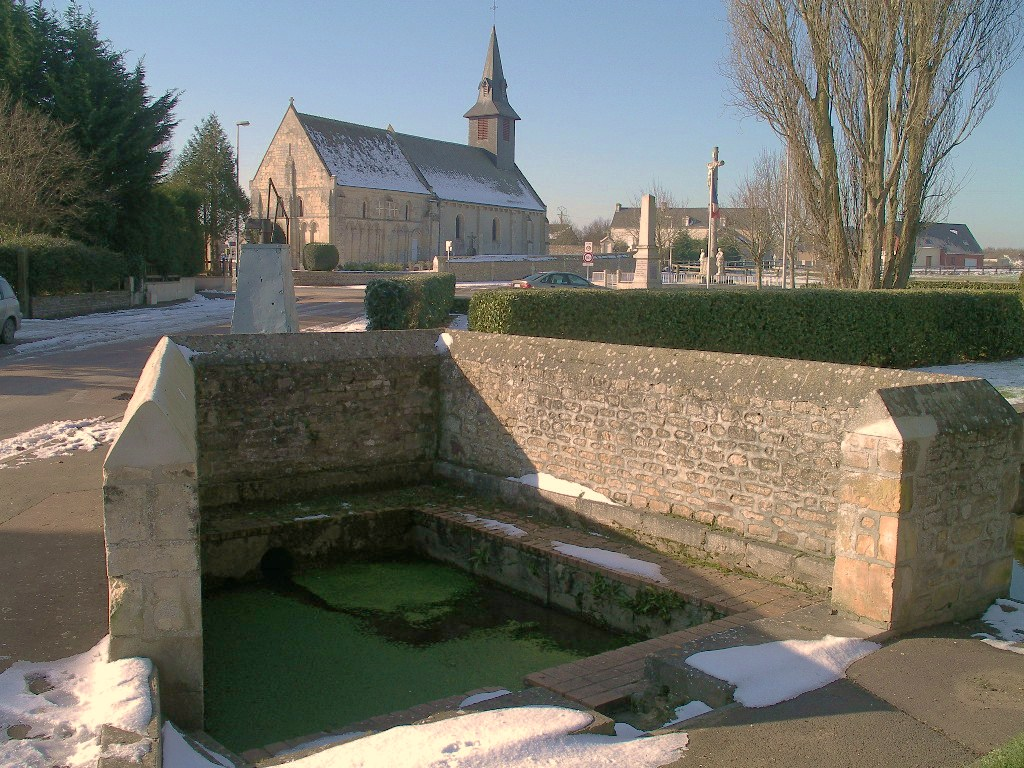
Waschhaus, im Hintergrund die Kirche Saint-Jean-Baptiste